# Julien Le Pan
Julien Le Pan est un avocat et homme politique français né le 25 mars 1908 à Lanester et mort au Temple-de-Bretagne le 31 mars 1966. Il exerce comme maire de Lorient de 1946 à 1951, après avoir été élu conseiller municipal dès 1935. 
Après des études de droit à l'université de Rennes, il exerce comme avocat à Lorient et entre en politique en soutenant la municipalité d'Emmanuel Svob. Il y gagne en importance, et devient maire après guerre. Son mandat est marqué par les débuts de la reconstruction de la ville, ainsi que par une opposition de plus en plus virulente des élus communistes puis socialistes. Poussé à la démission, il n'est pas réélu lors du scrutin suivant, mais conserve un mandat d'élu municipal. 

## Biographie

### Jeunesse et études
Julien Le Pan nait le 25 mars 1908 dans le quartier de Kerentrech à Lanester. Il est élève au Lycée Dupuy-de-Lôme de Lorient où il obtient de bons résultats scolaires, et poursuit ses études à l'université de Rennes en droit. Après avoir obtenu sa licence en 1931, il revient vivre dans la région lorientaise et travaille au parquet de la ville puis y devient avocat.
Il commence à militer au SFIO au sein des Jeunesses Socialistes à partir de 1928, et fait partie de la jeune garde de Emmanuel Svob qui tente à l'époque de reconquérir la ville après avoir été battu par Jules Legrand aux élections municipales de 1929.

### Débuts en politique
Après la victoire de Emmanuel Svob aux élections municipales de Lorient en 1935, Julien Le Pan intègre le conseil municipal. Il est alors le plus jeune conseiller de la ville, et prend rapidement de l'importance au sein de l'équipe municipal.
Lors des élections législatives de 1936, il fait partie des candidats présentés dans le Morbihan dans le cadre du Front populaire. Il est parachuté dans la circonscription de Vannes, où il doit affronter le député sortant Jean-Marie Desgranges, mais est battu.

### Élection comme maire de Lorient
Après la Seconde Guerre mondiale, la municipalité qui dirigeait la ville avant 1940 est réinstituée. Emmanuel Svob retrouve sa place de maire, et Julien Le Pan son poste de conseiller municipal dans la majorité. Réélue en septembre 1945, la nouvelle municipalité est cependant très critiquée. Le comportement du maire et de certains conseillers pendant la guerre est attaqué par le conseiller municipal SFIO Jean Robin, et les élus PCF reprochent à la municipalité d'exclure des postes d'adjoints ceux qui ne sont pas socialistes. La santé d'Emmanuel Svob l'oblige à démissionner dès le 30 avril 1946, et Jean Baco assure l'intérim jusqu'à l'élection suivante. Jean Le Pan est alors désigné par le parti pour se présenter aux élections suivantes.
Le conseil municipal élit Julien Le Pan comme maire de Lorient le 23 mai 1946, mais le scrutin est serré, et il ne bat le candidat communiste Louis Guiguen que de 15 voix contre 12.

### Maire de Lorient
Le début de son mandat est marqué par l'agrandissement de la ville qui fusionne avec Keryado et une partie de Ploemeur le 28 janvier 1947. La reconstruction de la ville provoque de nombreux débats au sein de la municipalité, et l'un de ses adjoint, Louis Cren, est poussé à la démission car accusé de corruption dans le cadre de l'attribution d'espaces commerciaux. À partir du 5 mai 1947, date à laquelle les ministres communistes sont exclus du gouvernement, l'opposition des élus communistes monte en puissance. Le principal enjeu pour Julien Le Pan devient alors de se faire réélire lors des élections suivantes. 
L'élection municipale suivante a lieu le 19 octobre 1947. Avec 12 sièges, la liste de gauche menée par Julien Le Pan arrive à égalité au conseil municipal avec la liste communiste qui défend la candidature de Roger Rio. Ce n'est qu'avec les voix du MRP et du RPF qu'il réussit à se faire réélire. 
La reconstruction de la ville connait une étape importante lorsque la cérémonie de pose de la première pierre a lieu le 12 mars 1949. Les plans de l'architecte Georges Tourry servent de guide, et le comblement du bassin à flot est décidé. Le 23 avril 1950, la ville reçoit la visite du président Auriol, venu remettre à la ville le titre de chevalier de la Légion d'honneur.
Les réunions du conseil municipal deviennent de plus en plus houleuses. Lors de la séance du 28 mai 1951, et face aux attaques des élus communistes, il se déclare « heureux et fier de rester à Lorient l'ennemi N°1 des communistes ». Les relations se tendent aussi avec les élus socialistes, et en coulisses Jean Le Coutaller manœuvre pour le renverser. Le 7 juillet 1951 le budget primitif et mis au vote mais repoussé par la majorité du conseil municipal. Le budget est de nouveau repoussé le 28 juillet 1951, et de nouvelles élections municipales sont annoncées. À la suite du scrutin du 25 novembre 1951, le communiste Charles Le Samedy est élu maire grâce aux voix des socialistes, dirigés par Jean Le Coutaller.
Battu, Le Pan redevient conseiller municipal à la suite des élections de 1953.

## Fin de vie et héritage
Alors en retrait de la vie politique, il meurt lors d'un accident de voiture le 31 mars 1966 à Temple-de-Bretagne. Ses obsèques sont célébrées le 2 avril 1966 à l'église Saint-Louis, et il est enterré au cimetière de Kerentrech.
Le conseil municipal de Lorient donne son nom à une place, et à une rue du quartier de Saint-Armel à Lorient lors de la séance du 24 novembre 1967.

## Sources